# 前田久吉
前田 久吉（まえだ ひさきち、1893年（明治26年）4月22日 - 1986年（昭和61年）5月4日）は、日本の実業家、政治家。『日本工業新聞』（現在の『産経新聞 』）創業者で、元参議院議員。東京タワーの建主としても知られる。

## 来歴・人物

### 生い立ち
大阪府西成郡今宮村（現在の大阪市西成区）天下茶屋の農家に生まれる。生家は父の代に零落していた。天王寺師範附属小学校に1900年（明治33年）入学、1904年（明治37年）に卒業。家庭の事情で進学を断念して、漬物桶製造店や呉服問屋に丁稚奉公に出る。1909年（明治42年）、実家に戻り、呉服の行商を始めた。

### 産経新聞関連
1913年（大正2年）、徴兵検査を受けるが、子どもの頃から病弱だったため、丙種となり、兵役に就かなかった。同年、母方の祖父母が経営する新聞販売店「有川新聞舗」の手伝いを始め、1914年（大正3年）に跡を継いだ。地道な努力により、数年で取り扱い部数を10倍に増やし、南大阪でも指折りの新聞販売店にする。
1922年（大正11年）7月9日、『南大阪新聞』を本格創刊。1927年（昭和2年）、新聞社を株式会社に改組して社長に就任する。
1933年（昭和8年）、工業関係の専門紙として『日本工業新聞』を創刊。これにより、関西で既に先行していた『大阪朝日新聞』（現『朝日新聞』）、『大阪毎日新聞』（大毎、現『毎日新聞』）両紙の経営陣からも一目置かれる存在となり、大毎の社外役員に迎えられるなど、前田は一代で大阪の新聞王に登り詰めた。

#### 新聞戦時統合へ
1935年（昭和10年）、『東京日日新聞』（現『毎日新聞』）取締役高石真五郎に東京で発行されていた『時事新報』の再建を要請され、専務に就き経営を掛け持ちする。凶弾に倒れた社長武藤山治の連載「番町会を暴く」を受け継ぎ経営を好転させ、株主総会で増資を諮ったところ却って会社解散を議決されてしまう。前田は時事新報社清算決定後の処理に奔走、1936年（昭和11年）12月25日、『時事新報』を『東京日日新聞』に合同させて終刊した。
1937年には日中戦争が勃発。戦時体制が進むにつれ、新聞統制も実施され新聞紙の統廃合を余儀なくされるが、『夕刊大阪新聞』と『日本工業新聞はそれぞれ合わせて50紙余紙を合併。太平洋戦争下の1942年（昭和17年）、『日本工業新聞』が『産業経済新聞』（現『産経新聞』）、『夕刊大阪新聞』が『大阪新聞』となった。なおこの時、東京で『産業経済新聞』と同種の経済専門紙として『日本産業経済』が創刊するが、これは東京で発行されていた『中外商業新報』をベースにしたもので、後に『日本経済新聞』と改題する。『産業経済新聞』は、『日本産業経済』との棲み分けもあり東京本社を設けず、西日本での発行に集中することになった。

#### 戦後の『産経新聞』周辺
戦後、再び上京。『時事新報』復刊を目指した同紙元主筆で慶応義塾大学名誉教授の板倉卓造に請われ、戦前の終刊の責任もあり関与して復刊を実現したが、マスメディア経営者として戦争に協力する論陣を張ったとして1946年（昭和21年）から4年間、公職追放に遭った。1950年（昭和25年）10月、追放解除により、『大阪新聞』と『産業経済新聞』の社長に復帰。直後、板倉から時事新報社の経営を引き継ぐとともに、『時事新報』に続いて『産業経済新聞』東京本社版の発行を開始した。この拠点として東京都千代田区有楽町のオフィスビルを取得。跡地には「ラクチョウビル」が建設され、フジサンケイグループのサンケイビルが運営する雑居ビルとなったが2014年に解体。2017年5月、跡地にX-PRESS有楽町が竣工した。
1951年（昭和26年）、東京で発行されていた『世界経済新聞』を統合、『産業経済新聞』東京本社版は朝夕刊セットでの発行となる。『世界経済新聞』は1948年頃には『世界日報』の紙号を使っていて、題字は後に、世界基督教統一神霊協会が中心となって創刊された同名の保守系一般紙に転用された。
1952年（昭和27年）、空撮分野の強化を目的に、産経新聞東京本社航空部（産経の航空事業）を母体とする「日本観光飛行協会」を設立。同社はすぐに日東航空と社名変更し、日本国内航空、東亜国内航空、日本エアシステムを経て、2002年（平成14年）の「JJ統合」で日本航空（JAL）の前身となった。
1955年（昭和30年）、産業経済新聞東京本社を移転するため大手町 (千代田区)の国有地を取得し。東京産経会館（現・東京サンケイビル）を建設した。前田は東京産経会館をベースに産業経済新聞社を改組。東京本社・大阪本社、それぞれ独立した経営体制に移行させる。そして分離独立した「株式会社産業経済新聞東京本社」と「産業経済新聞社（大阪本社）」両社の代表取締役会長に就任。戦時統合以来の経済専門紙から一般紙に転換し、『朝日新聞』『毎日新聞』『讀賣新聞』に次ぐ第4の全国紙として育成した。また、『時事新報』と『産経新聞』東京本社版を合同して『産経時事』とする。時事新報社は業務の一切を産業経済新聞社が受託するという形で休眠会社化して存続させ、将来の復刊の可能性を探ることにした。
一方、『時事新報』の主筆を務めていた板倉も産経時事の論説委員長兼主筆に就任し、『産経新聞』となった後の1960年（昭和35年）、高齢を理由に依願退職するまで第一線のジャーナリストとして活躍した。

#### 産経新聞の売却
1958年（昭和33年）、2本社が独立していた会社を再合同して、現法人「株式会社産業経済新聞社」を設立。題字が、東京本社版は1955年（昭和30年）から『産経時事』、大阪本社版は『産業経済新聞』と東西で異なっていた題号を現在の『産経新聞』に統一するが、関東進出のコストが嵩み、特に東京本社の経営が悪化して巨額の負債を抱えた。前田は住友銀行頭取堀田庄三を通じて財界からの支援を要請。堀田の仲立ちにより文化放送とフジテレビジョン両社の社長を既に兼務していた国策パルプ工業（現・日本製紙）社長水野成夫を新社長に迎えて実質的には譲渡、産経新聞社の経営から手を引いた。
しかし、前田は自ら創刊した『大阪新聞』に強い愛着があり、『産経新聞』夕刊への統合を見送らせた。『大阪新聞』は1970年代になって産経新聞社が手掛けたタブロイド紙『夕刊フジ』とも一線を画し、前田家の影響力が低下した2002年（平成14年）まで、そのままの形で発行を継続する。また、産経新聞が一般紙に転向した後も独自の経済専門紙を手元に置きたいとして、戦時統合で一度は消滅していた『日本工業新聞』（現『フジサンケイ ビジネスアイ』）の紙号を持ち出してきて復活させた。ちなみに現在の産経新聞社では、戦前の『日本工業新聞』の伝統は『産経新聞』に引き継がれていると認識されている。そして戦後の『日本工業新聞』は復刊したのではなく、この時に新たに創刊したものだと説明している。
その後、2021年6月30日で『フジサンケイ ビジネスアイ』は休刊となり、翌7月1日から『産経新聞』に統合の上「フジサンケイ ビジネスアイ面」が新設され、日本工業新聞社が主催していたイベントも産業経済新聞社が継承した。

#### 関西テレビ設立とネットワーク構築
産経大阪本社は「関西テレビジョン」の社名で近畿圏民放テレビ第3局の免許を申請していた。これが京都新聞社や神戸新聞社を中心にした「近畿テレビ放送」と競願になり、前田は京阪神急行電鉄（現在の阪急電鉄、法人としては現在の阪急阪神ホールディングス）総帥小林一三に調整を依頼して「大関西テレビ放送」の社名で一本化することに成功。ただし在京キー局については未定で、京阪神急行と同系の東宝が出資するフジテレビとするか、また産経新聞社も僅かながら出資した世界初の教育専門民放である日本教育テレビ（NET、現・テレビ朝日）とするか決めかねていた。なお、NETには産経東京本社から監査役も派遣していた。しかし、水野が産経新聞社とフジテレビの社長を兼務することになることで、大関西テレビ放送から改称された関西テレビ放送は、産経新聞社と京阪神急行・東宝を軸にしてフジテレビに接近。当初予定されていたNETとのネット関係確立がなくなり、その後、産経新聞社はNETとの資本関係及び役員派遣を解消した。

#### ラジオ大阪とFM大阪
昭和30年代前半には、前田は関西テレビ以外にもう一つの放送局開局に腐心していた。これが大阪を拠点に近畿広域を対象とするAMラジオ第3局となったラジオ大阪（OBC）である。前田はOBC初代代表取締役社長に就任し、同時に発行済み株式の約半数を保有。産経新聞社を手放した後の財界活動の拠点としてOBCを重視した。久吉が引退した後も、息子の前田富夫がOBC社長職を引き継いだ。1986年（昭和61年）、久吉が死去すると、OBC株は富夫に相続された。
一方、東京タワー（日本電波塔）の建設で主導的役割を果たした縁（後述）で民放FM局開局にも関わることになり、1970年（昭和45年）、前田家としてFM大阪の設立に関与。また日本初の民間FM実験局FM東海の後身として株式会社組織への移行が迫っていたFM東京（現・TOKYO FM）には日本電波塔を通じて出資、FM愛知とFM福岡を加えた4局でJFNの基本となる関係を構築した。
しかし、前田家はFM大阪とOBCの両方に大株主として影響力を持ったため、富夫が亡くなる直前の2005年（平成17年）、マスメディア集中排除原則に基づく総務省の調査の結果個人としてただ1人、行政指導を受ける。富夫はOBCの株式を産経新聞社に売却、OBCは開局48年目で正式にフジサンケイグループ入りを果たした。FM大阪株も日本電波塔に売却されたものの、こちらは放送対象地域が異なり、かつTOKYO FMの持分保有比率が小さいこともあり総務省は適法と判断している。

### 産経新聞以外の経歴

#### 大阪銀行
追放解除直後の1950年（昭和25年）、関西財界や大阪府知事赤間文三、大阪市長近藤博夫などの要請を受けて大阪不動銀行の設立に関与する。大阪不動銀行は1957年（昭和32年）、大阪銀行と改称して全国地方銀行協会に加盟。2000年（平成12年）、近畿銀行と合併して近畿大阪銀行となるが、2019年（平成31年/令和元年）に関西アーバン銀行と合併して現在の関西みらい銀行となった。

#### 東京タワーと日本電波塔
1956年（昭和31年）頃、関東地区のテレビ局は既に開局していたNHK、日本テレビ放送網、ラジオ東京（KRT、現・TBS）がそれぞれ自前の鉄塔を持ち電波を出していた。郵政省電波監理局長浜田成徳は「これでは東京を中心とした半径70km以内にしか電波が届かず、また都内に鉄塔が乱立することによって都市景観が悪化する」と考え、各局の電波発信機能を一本化した総合電波塔を構想する。
第3回参議院議員通常選挙で当選し国会議員になっていた前田は、国会経由で浜田の構想を察知すると、ニッポン放送専務だった鹿内信隆とともに実現に向けて動き出し、財界の支援を得て1957年（昭和32年）、東京都港区芝公園の増上寺に付随する墓地だった一角を取得。運営会社「日本電波塔（現：TOKYO TOWER）」を設立して着工、実質工期わずか1年で高さ332.6メートルの東京タワーを完成させた。東京タワーは在京各局の電波発信拠点を集約するという高い公益性を持つため、日本電波塔会社は産経新聞グループはもちろん後のフジサンケイグループからも完全に切り離されて前田家主導の同族企業となった。久吉の死後は富夫が会長兼社長として長く率い、現在も富夫の実弟の前田伸が社長を務めている。
タワーの完成後に開局したフジテレビ、NETテレビと、NHK教育テレビの3局が東京タワーから電波を発信。東京都千代田区紀尾井町の千代田放送所から移転したNHK総合テレビは約半年、KRTも約1年遅れて合流するが、読売新聞社総帥正力松太郎が東京タワーへの集約に強硬に反対。NTVは引き続き東京都千代田区麹町の旧本社から発信した。1970年（昭和45年）11月、東京タワー完成から10年以上も遅れてようやくNTVが送信所を東京タワーに移し、在京テレビ6局の送信塔が一本化された。また同年、商業放送局への移行を控えたエフエム東京に出資。FM東海時代には東京都渋谷区富ヶ谷の東海大学本部キャンパスにあった送信所を東京タワーに移動させた。
1964年（昭和39年）、首都圏民放テレビ第5局「科学テレビ」（別名「東京12チャンネル」）が開局すると、東京タワー直下の敷地を提供してスタジオを建設、運営を引き受けることになった日本科学技術振興財団に賃貸した。1985年（昭和60年）、東京都港区神谷町に日経電波会館（現・日経虎ノ門別館）が完成するまで、東京12チャンネルと後身のテレビ東京は本社を置き、その後も「芝公園スタジオ」の名前で主力拠点として使った。
東京タワーは地上デジタルテレビジョン放送への移行にあたりより安定した電波を求める放送関係者の声に押され、2012年（平成24年）、東京都墨田区に建設された東京スカイツリーにメインのテレビ送信塔機能を譲るが、TOKYO FMは日本電波塔会社が大株主であるという事情もあり引き続き主送信所として利用するほか、テレビ各局も予備送信所としての利用継続を決めている。

#### マザー牧場
千葉県富津市鹿野山近くの山林を取得した前田は、日本電波塔の子会社として房総開発を設立。1962年（昭和37年）、観光牧場「マザー牧場」がオープンした。
しかし前田は鹿野山から電波を出す夢を捨てきれず、1980年代には送信所をマザー牧場内、演奏所を千葉市に置いて首都圏一円をカバーする民放FM局を計画したこともあった。前田の死によって構想は頓挫するが、1989年（平成元年）、千葉拠点の独立FM局となるベイエフエム（当時の正式社名はエフエムサウンド千葉）の開局へとつながっていく。
一方、房総開発や日本電波塔グループ各社は2009年（平成21年）、地元のコミュニティFM局かずさエフエムの筆頭株主になった。2015年（平成27年）には房総開発の所有する鹿野山ゴルフ倶楽部内に送信所を移転している。2010年（平成22年）に、かずさアカデミアパーク内の「かずさアーク」の運営会社が経営破綻した際には、ホテルオークラらと共に経営再建のスポンサーとなった。

#### 房総農業高等学校
1964年に房総農業高等学校を設立した。当時は農業科が設置される全寮制の男子校であった。1978年には普通科も設置され、房総学園高等学校へと改称した。しかしながら、1988年には学校内で殺人事件が発生し、生徒に逮捕者が出るなど問題の多い学校であった。1994年に閉校する。所在地はマザー牧場にあり、校舎はオートキャンプ場と駐車場の奥にあったが、現在は解体されており空き地となっている。
運営元の学校法人は、房総学園から千葉国際と改称。1992年より君津市に千葉国際中学校・高等学校（現：翔凜中学校・高等学校）を設立した。